# Pssst …
Pssst … war eine von Harald Schmidt moderierte Spielshow, die zunächst in 72 Folgen von 1990 bis 1995 im WDR (1990 bis 1992) und im Ersten (1993 bis 1995) gesendet wurde. 2007 wurden zwölf Ausgaben einer Neuauflage im Vorabendprogramm des Ersten ausgestrahlt.

## Prinzip
Ein prominent besetztes, vierköpfiges Rateteam (die Originalbesetzung bestand aus Ingolf Lück, Elke Heidenreich, Mariele Millowitsch, Herbert Feuerstein; spätere Ersatzgäste waren Konrad Beikircher und Sissi Perlinger) hat die Aufgabe, das „Geheimnis“ eines Kandidaten in einer vorgegebenen Zeit zu erraten. Als einzige Hilfe erhält es einen verschlüsselten, oftmals zweideutig schlüpfrigen Hinweis von Schmidt. In der Fragerunde sind nur Fragen erlaubt, die man mit „Ja“ oder „Nein“ beantworten kann. Das Erraten der oftmals skurrilen „Geheimnisse“ tritt allerdings durch die humoreske Interaktion zwischen Rateteam und Moderator (dem als „Geheimniskrämer“ angekündigten Schmidt) oft in den Hintergrund.
Legendär ist die Ententröte (fachmännisch Entenrufer oder engl. duck caller), die den Rateteammitgliedern den Ablauf ihrer Ratezeit und das Timeout der Raterunde signalisiert.

## Neuauflage
Der Westdeutsche Rundfunk bestätigte nach einem Bericht der Hörzu im September 2006, dass die Neuauflage der Spielshow geplant sei und man bereits in Verhandlungen mit Harald Schmidt stehe. Zuvor hatte Schmidt in einer Ausgabe seiner Late Night Show mit Elke Heidenreich, Nathalie Licard und Manuel Andrack einige Pssst …-Raterunden improvisiert.
Im Oktober 2006 gab die ARD bekannt, dass zunächst zwölf neue Folgen Pssst … mit Harald Schmidt ab dem 13. Februar 2007 im Vorabendprogramm des Ersten ausgestrahlt werden. In einer Pressemitteilung vom 8. Dezember 2006 nannte die ARD die ersten Rateteammitglieder. Zugesagt hatten bis zu diesem Zeitpunkt Manuel Andrack, Herbert Feuerstein, Piet Klocke, Kurt Krömer, Nathalie Licard, Ingolf Lück, Christine Westermann, Frank Plasberg, Charlotte Roche und Cordula Stratmann. Es gibt nicht mehr wie in der Originalsendung ein, sondern vier Rateteams, die sich Sendung für Sendung abwechseln. Die Mitglieder des alten Stammrateteams Mariele Millowitsch und Elke Heidenreich sind nicht mehr dabei. Sie hatten ihre Teilnahme von der Beibehaltung des Originalrateteams abhängig gemacht.
Die Neuauflage wurde im Februar 2007 von der Firma Bonito produziert; an jedem Produktionstag wurden drei Folgen aufgezeichnet. Produktionsort war wie bei der ARD-Sendung Harald Schmidt das Studio 449 in Köln-Mülheim. Aufgrund einer Programmverschiebung wurde die erste Folge nicht wie geplant am 13. Februar, sondern am Donnerstag, dem 15. Februar 2007, ausgestrahlt. Das ursprüngliche Studiodesign wurde überarbeitet und dem Zeitgeist angepasst. Auch die Titelmusik wurde von der ARD-Showband neu eingespielt.
Das Rateteam der ersten Folge bildeten Frank Plasberg, Christine Westermann, Jenny Elvers-Elbertzhagen und Herbert Feuerstein. Der in der ursprünglichen Pssst …-Sendung immer wieder auf die Spitze getriebene Running Gag, Herbert Feuersteins Ratezeit auf ein Minimum abzukürzen, wurde bereits in der ersten Folge zur Genüge eingesetzt.
Bereits die erste Folge konnte keine zufriedenstellenden Zuschaueranteile vorweisen: die Folge vom 15. Februar 2007, ausgestrahlt ab 18:50 Uhr, sahen insgesamt nur 1,7 Millionen Zuschauer (7,0 Prozent Marktanteil) und 0,41 Millionen Zuschauer in der werberelevanten Zielgruppe (4,9 Prozent Marktanteil). Einen Tag später sahen 1,63 Millionen Zuschauer zu und am 20. Februar 2007 nur 1,45 Millionen bei 5,7 Prozent Marktanteil. Im Frühjahr 2007 lagen die Einschaltquoten lediglich zwischen 1,1 und 1,3 Millionen Zuschauern, wobei die Marktanteile deutlich unter dem Senderschnitt lagen. Aufgrund der schlechten Einschaltquoten wurde keine weitere Staffel produziert. Die erste Staffel der Neuauflage endete planmäßig nach der Ausstrahlung von zwölf Folgen.

### Rateteams der Neuauflage im Einzelnen
Team 1:
Christine Westermann – Jenny Elvers-Elbertzhagen – Frank Plasberg – Herbert Feuerstein
Team 2:
Jasmin Tabatabai – Nathalie Licard – Ingolf Lück – Herbert Feuerstein
Team 3:
Annette Frier – Nora Tschirner – Kurt Krömer – Piet Klocke
Team 4:
Charlotte Roche – Nathalie Licard – Manuel Andrack – Herbert Feuerstein

## Wissenswertes
Die Titelmusik von Pssst … wurde von Joachim „Blacky“ Fuchsbergers Sohn, dem Musiker Thomas Fuchsberger, komponiert. Blacky Fuchsberger hatte von 1990 bis 1993 ebenfalls einen Was-bin-ich?-Abkömmling (Ja oder Nein) in der ARD moderiert.
Herbert Feuerstein trat in einer Folge (als Punker unkenntlich gemacht) als Kandidat „Atze“ auf. Sein zu erratendes Geheimnis war: „Ich bin Herbert Feuerstein.“ Er wurde aber vom Rateteam augenblicklich erkannt.